# 崔鍾訓
崔鍾訓（： Choi Jong Hoon，1990年3月7日—），為韓國五人男子樂團FTIsland前隊長，吉他手及鋼琴手。近期還積極參與創作，其中作品有韓國迷你二輯《Beautiful Journey》中的《唐吉訶德之歌》，日本《So Today》中的《Boom Boom Boom》等均由他參與作曲。2019年3月14日因涉入鄭俊英群組事件，其所屬公司宣布崔鍾訓將從FTIsland退出，並從娛樂圈隱退。2019年11月29日，首爾中央地方法院以集體性暴力嫌疑判決崔鐘訓5年有期徒刑，接受80小時性暴力治療，5年內不得在兒童青少年相關機構工作，3年保護觀察。2024年在日本偶像與粉絲互動的平台Fanicon開設頻道「Huniya」。

## 生平
崔鍾訓出道前是韓國網路紅人，被星探在網上發掘，然後進入公司成為練習生。後來於2007年以FTIsland吉他手出道，成為該組合的隊長。

### F.T. Island
所屬樂團之共同作品，請參閱 FTIsland

### F.T. Triple
FT Triple 是由 FTIsland分拆出來的子團。由團中三名共同擁有血型A型的成員組成：分別是隊長崔鍾訓，貝斯手李在真和鼓手崔敏煥組成。
組合名稱原為A3，但在2009年底更改成為FT Triple。而原先在FT Island 擔當吉他手的崔鍾訓會擔當電子鋼琴，而李在真則擔當主唱一職，崔敏煥則繼續負責鼓手一職。
他們的第一首主打曲名為《Love Letter》收錄於FT Island Repackage Album《雙重約會》，其中第二張光碟則全數收錄FT Triple的歌曲。

## 涉法事件
2019年3月14日，崔鍾訓因加入鄭俊英KakaoTalk對話群組，而被爆出為偷拍性愛影片散播8人聊天室的其中一人以及在2016年3月，崔鍾訓被龍山警署揭發酒後駕駛，酒精濃度達0.05%，超出法定標準。然而，崔鍾訓向警察請求不要向傳媒公開事件，事後也沒有像其他酒駕藝人一樣反省和道歉。往後3年時間仍繼續活動。崔鍾訓被指勾結警察隱瞞其罪行。
2019年3月14日所屬公司宣布崔鍾訓將退出FTIsland，並退出韓國娛樂圈。
2019年3月16日，崔鐘訓因涉嫌在聊天群散佈偷拍性愛影片和照片而到首爾地方警察廳廣域搜查隊接受調查。4月4日，崔鐘訓承認在2016年2月酒駕被揭發後曾提議賄賂。4月9日，KBS宣布其審議委員會決定臨時禁止崔鐘訓出演電視節目。7月16日下午，首爾中央地方法院對涉嫌強姦的鄭俊英、崔鐘訓等5人進行了開庭審理，崔鐘訓當庭否認2016年與鄭俊英等人在灌醉女性後集體性侵。11月13日，因涉嫌集體性侵，非法偷拍，散佈淫穢物等罪名被韓國檢方求刑五年有期徒刑。11月29日，法院一審宣判，涉嫌集體性侵，非法偷拍，散佈淫穢物等罪名的崔鐘勳判有期徒刑5年。12月5日，鄭俊英和崔鐘訓向首爾中央地方法院提起抗訴，而檢方也同日提出了抗訴。3月18日，性侵案二審，由於他已承認非法偷拍、散佈淫穢物，韓國檢方向法院對崔鍾訓追加求刑1年半。崔鍾訓哽咽求法官從寬處理，但仍在二審遭追求求刑1年半，崔鍾訓一案將再度上訴至三審，2020年9月法院三審確定維持原判，確定入監服刑。

## 影視作品

### 電影
- 2011年《寵物情人》飾 池恩秀 合作演員：張根碩、金荷娜

### 電視劇
- 2017年《My Only Love Song》飾 奉秀赫 合作演員：李宗泫、孔升妍

## 參加節目

### FTIsland
- 《偶像军團红了！他》第二季
- 《明星金鐘》
- 《好歌對决》
- 《KBS遠征隊》
- 《唯獨今夜哄我入睡》
- 《Mnet U Can Fly》
- 《My 樂 Story》

### 個別參加
- 《现在是花美男時代》第二季（崔鍾訓、李在真、宋承炫、崔敏焕）
- 《Mnet Trend Report Feel》（崔鍾訓、李洪基）
- 《MBC 改變世界的Quiz》（崔鍾訓）
- 《一周的戀人》（崔鍾訓）
- 《KBS Super Junior Joy Miracle》（崔鍾訓、李在真、宋承炫、崔敏焕）
- 《MBC DRAMA 食神連征隊》（崔鍾訓、宋承炫）
- 《Mnet Director's Cut》（崔鍾訓、李在真、崔敏焕）
- 《Style Wave》EP 1-6 （崔鍾訓、宋承炫）
- 《偶像老小的叛逆時代》EP14—15（崔鍾訓、宋承炫）
- 《KBS百分滿分》（崔鍾訓、李洪基）
- 《愛情追擊者》
- 《The Romantic&Idol》（崔鍾訓）
- 《叢林的法則》（印度尼西亞蘇門答臘篇）
- 《現實男女》

## 獎項
所屬樂團之共同獎項，請參閱 FTIsland